# BP Portrait Award
BP Portrait Award — ежегодный конкурс портретов, проводимый в Национальной портретной галерее в Лондоне. Считается одним из самых престижных конкурсов современного искусства. Газета The Daily Mail назвала его «портретным Оскаром». Цель конкурса — побудить художников старше 18 лет развивать свои навыки портретной живописи.

## История

### Участие
Выставка открывается в июне каждого года и идёт до сентября. Изначально участвовать в конкурсе могли только жители Великобритании. Сегодня географических ограничений в конкурсе нет. Участие могут принять граждане со всего мира, если они старше 18 лет.
В 2019 году 20 портретов (45 %), показанных на выставке по итогам конкурса, были созданы художниками из Великобритании (Англии, Шотландии и Северной Ирландии), остальные 24 портрета — художниками из других стран. В 2018 году 25 (52 %) портретов приехало из Великобритании, 8 — из США. На третьем месте расположились художники из Испании с 4 работами.
Первый этап включает электронную заявку. По итогам этого этапа отбирается лонг-лист участников, которым необходимо отправить физическую версию работы. Так, например, в 2019 году из 2538 фотографий работ отобрали только 290. После этого этапа следует создание шорт-листа участников, художественные произведения которых будут экспонироваться на выставке. В 2019 году этой чести удостоились 44 картины.

### Призы
В первые годы столетия первое место автоматически поощрялось 5,000 фунтов стерлингов. За годы проведения конкурса общий фонд премии существенно увеличился. Так, в 2018 и 2019 годах за первое место победитель получал £35,000, за второе — £12,000, за третье — £10,000. Лауреат номинации «Молодой художник» для участников от 18 до 30 лет получал £9,000.

## Конкурс

### 2019
Премия BP Portrait Award 2019 проходит в Шотландской национальной портретной галерее (Эдинбург, Шотландия) и в музее Ольстера (Белфаст, Северная Ирландия).
На участие в конкурсе подали 2538 работ художники из 84 стран. На выставку было отобрано 44 картины.
Победителем стал британский художник Чарли Шаффер из города Брайтон. Он представил на конкурс картину «Имара в зимнем пальто». По словам художника, его вдохновил «Портрет Джироламо Фракасторо» (ок. 1528) Тициана, выставленный в Национальной портретной галерее. На картине был изображен портрет студентки в искусственной шубе, изучающей английскую литературу. Главным героем стала близкая подруга художника, которую он рисовал на протяжении 4 месяцев. Члены жюри сказали, что у портрета было «сильное чувство живого присутствия». Примечательно, что художник участвует в конкурсе впервые.
Второе место досталось норвежскому художнику Карлу-Мартину Сандволду за автопортрет «Корона». Художник изобразил себя в клетчатой рубашке с короной на голове и закрытыми глазами. Как заявил сам художник, «Корона символизирует пик власти, достижений и материального изобилия. Этот портрет говорит о том, что ни одна из этих вещей ничего не решает».
Третий приз достался итальянскому художнику Массимилиано Пиронти за работу «Quo Vadis?». Это портрет его 95-летней бабушки Винченцы, которая раньше работала на мельнице и фабрике. «Каждая морщина рассказывает её историю, и я хотел запечатлеть её образ, чтобы заморозить время», — говорит художник. Интересный факт, что в 2018 году работа итальянца попадала в шорт-лист конкурса.

### 2018
В 2018 году 2667 работ представили участники из 88 стран. 215 из них прошли первый цифровой отбор, 48 — отправились на выставку.
Портретом-победителем стала работа британской художницы испанского происхождения Мариам Эскофет «Ангел за моим столом». На картине изображена мать Мариам, сидящяя за белым столом с белым чайным сервизом. Это пятая попытка художницы участвовать в том конкурсе и первая удачная. Член жюри, журналистка Рози Миллард сказала: «Хрустящая скатерть и фарфор переданы настолько красиво, что не сразу замечаешь движение одной из тарелок и крылатой статуэтки на столе — и это добавляет портрету сюрреалистических ноток. Кроме того, это очень деликатное изображение пожилой модели».
Второй приз достался американской художнице Фелисии Форте за картину «Путешественник во времени. Мэтью Нэппинг». На ней она нарисовала своего молодого человека, который спит в кровати.
Третье место получил «Саймон» китайца Чжу Тунъяо. Это портрет мальчика, который был соседом художника во Флоренции.
Лауреатом номинации «Молодой художник» стала 28-летняя Аниа Хобсон из Саффолка. «Портрет двух художниц» — это изображение самой Хобсон и жены её брата.

### 2012
В 2012 году на конкурс было подано 2187 заявок из 74 стран (включая 1500 из Великобритании), из которых 55 были отобраны для экспонирования.

## Отзывы
- «Быть художником, возможно, самый трудный способ заработать на жизнь. Это огромная финансовая нестабильность, это изоляция — ты работаешь вдали, и никто не видит, что ты делаешь, кроме своей семьи. Затем, внезапно, ты участвуешь в какой-нибудь фантастической экспозиции. Когда мне сказали, что я попала в шорт-лист, я поняла, что это действительно изменит ситуацию. Победа стала как получение Оскара — двери только открылись», — Мариам Эскофет, победитель BP Portrait 2018 года.[15]
- «Премия снова сделала портретную живопись сексуальной, поощряя кураторов устраивать показы и одаривая художников-портретистов новой жизнью», — Дафни Тодд, обладательница награды BP Portrait 2010 года.[15]
- «Художникам так трудно выжить в первые годы. Всё сводится к слепой вере и способности преодолевать препятствия. Многие художники изо всех сил пытаются найти достаточно времени, чтобы рисовать, поскольку им часто приходится учить или заниматься другой работой, просто чтобы заработать на жизнь.», — Эндрю Тифт, который вошёл в шорт-лист 12 раз, прежде чем завоевать первое место в 2006 году.
- «Когда я получил степень по искусству, я понял, что больше всего люблю рисовать людей. Это было очень простое и чистое осознание, и ясность этого осталась со мной на протяжении более 25 лет профессиональной практики. Премия BP Portrait Award вынашивала, поощряла и поддерживала эту страсть не только для меня, но и для бесчисленных других поколений художников», — Эндрю Тифт.

## Скандал со спонсорством
Проведение конкурса всегда сопровождается скандалом, связанным с генеральный спонсором — нефтегазовой компанией BP, которая поддерживают конкурс с 1989 года. Основная волна критики связана с проектами, которые воздействуют на окружающую среду. Это добыча нефтяных песков в Канаде и освоение Арктики, а также разлив нефти в Мексиканском заливе. Национальную портретную галерею обвиняют в том, что они содействуют в отмывании имиджа нефтедобывающей промышленности посредством спонсорского соглашения. Компания BP тратит более 1 млн фунтов стерлингов в год на спонсирование Галереи Тэйт, Британского музея, Королевского оперного театра и Национальной портретной галереи. «BP работает с Тэйт с 1990 года и соответствует принципам этической политики», — отвечает на обвинения один их реципиентов помощи, художественная Галерея Тэйт.
Но критики спонсорства находятся и внутри конкурса. Так, в 2019 году было написано, как минимум два открытых письма на имя директора Национальной портретной галереи Николаса Каллинана. 7 июня художник и член жюри премии Гэри Хьюм написал что «… BP активно усугубляет этот кризис (массовые вымирания, повышение уровня моря, экстремальные погодные условия и разрушение экосистем), так как не планирует прекращать производство огромного количества ископаемого топлива на десятилетия вперед». Он попросил НПГ взять на себя обязательство найти альтернативу. Также он заявил о своей позиции в эфире программы BBC Radio 4, сказав, что компания BP была решением в 20 веке, но в 21 веке стала проблемой. В заявлении Национальной портретной галереи говорится, что поддержка BP неоценима, так как позволяет «обеспечивать бесплатный вход для общественности». Благодаря этому выставку по итогам премии в 2018 году посетило 275 000 человек.
10 июня 2019 коллективное письмо подписали 8 художников — победители прошлых лет и участники шорт-листа премии. В частности, Генри Кристиан-Слейн (лауреат премии «Молодой художник» 2017 года) и Дарвиш Фахр (победитель BP Travel Award 2004). Они сказали, что «… BP тратит миллионы на лоббирование решений и ответственных правил в поисках новых источников нефти и газа, часто в партнерстве с репрессивными режимами».
К скандалу также подключилась организация Culture Unstained. Она занимается исследованиями и активностями, целью которых является прекращение поддержки культуры компаниями, бизнес которых связан с ископаемым топливом. Они опубликовали исследование, где заявили, что Национальная портретная галерея нарушила этические правила по сбору средств, заключив договор с компанией, которая нарушает права человека. В частности, работая в Азербайджане и Египте, где по мнению исследователей действуют репрессивный режим. И в Западном Папуа, где BP сотрудничает с Индонезией, которая оккупировала Западное Папуа.
Нашлись и те, кто поддержали нефтегазовую компанию. Например английский музыкальный критик Ричард Моррисон из The Times, который сказал, что «в течение 30 лет компания ВР была крупнейшим и самым лояльным спонсором искусства в Великобритании. Благодаря ей 50 миллионов человек наслаждались мероприятиями, которые она поддержала».